# Geographenbach
Koordinaten: 62° 13′ 0″ S, 59° 1′ 0″ W
Der Geographenbach ist ein kurzer Bach auf der Fildes-Halbinsel von King George Island, der größten der Südlichen Shetlandinseln. 
Ganz im Südwesten der Halbinsel fließt er vom Geographensee in nordwestlicher Richtung zur namensgebenden Bucht Geographers Cove (auf der deutschen Karte von 1984 als „Geographenbucht“ beschriftet), in die er in der Nähe der Geographeninsel mündet.
Im Rahmen zweier deutscher Expeditionen zur Fildes-Halbinsel in den Jahren 1981/82 und 1983/84 unter der Leitung von Dietrich Barsch (Geographisches Institut der Universität Heidelberg) und Gerhard Stäblein (Geomorphologisches Laboratorium der Freien Universität Berlin) wurde der Bach zusammen mit zahlreichen weiteren bis dahin unbenannten geographischen Objekten der Fildes-Halbinsel neu benannt und dem Wissenschaftlichen Ausschuss für Antarktisforschung (Scientific Committee on Antarctic Research, SCAR) gemeldet.
Eine gewisse Verwechslungsgefahr besteht mit dem Geographers Creek an der Admiralty Bay.